# Transport Giant
Transport Giant est un jeu vidéo de gestion d'entreprise de transport, développé et édité par JoWooD, et commercialisé à partir de 2004.

## Système de jeu
Transport Giant permet de prendre en main la gestion d'une société de transport à partir de 1850, avec tous types de véhicule : camions, trains, avions, navires, etc.
Le jeu reprend le moteur graphique d'Industry Giant II. Les graphismes et la musique évoluent en fonction de l'époque.

## Down Under
Annoncée en septembre 2004, Down Under est une extension consacrée à l'histoire des réseaux de transport en Australie. Elle propose une nouvelle campagne composée de 12 missions, 15 nouvelles cartes et une trentaine de nouveaux véhicules, sans toutefois modifier ou améliorer les mécanismes du jeu.

## Réception
La presse spécialisée a moyennement accueilli Transport Giant. Ainsi, même s'il est plutôt complet en couvrant un large éventail de modes de transport, il est considéré comme moins bon que son concurrent Railroad Tycoon III, pourtant spécialisé uniquement dans les transports ferroviaires. Un point faible de Transport Giant est son interface peu intuitive,.